# Adolf Noreen

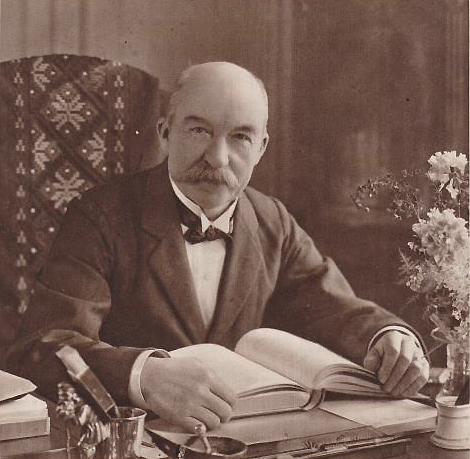
Adolf Noreen

Adolf Gotthard Noreen (wym. ['nure:n]) (ur. 13 marca 1854 w Östra Emtervik w gminie Sunne, zm. 13 czerwca 1925 w Uppsali) – szwedzki germanista, specjalizujący się w językach skandynawskich.

## Życie
Po zakończeniu studiów filologicznych na uniwersytecie w Uppsali doktoratem (1877) podjął na swej macierzystej uczelni pracę wykładowcy. Wyjazd na stypendium do Lipska (1879) pozwolił mu się zetknąć ze szkołą młodogramatyków, której zasadom metodologicznym pozostał wierny do końca życia. Propagował je nie tylko w swoich pracach, ale także ustnie – i tak na przykład odczyty w Towarzystwie Językoznawczym (Språkvetenskapliga Sällskapet i Uppsala) w 1882 r. poświęcił sprawozdaniom o najnowszych osiągnięciach w badaniach nad apofonią germańską. W 1919 r. został wybrany na członka Szwedzkiej Akademii Nauk.

## Prace dialektologiczne
Początek kariery naukowej Noreena wiąże się z dialektologią szwedzką, do której jako pierwszy wprowadził metodę historyczno-porównawczą. Opublikował z tego zakresu kilka monografii, poświęconych głównie prezentacji rozwoju fonetyki w dialektach wernakularnych w kontraście z językiem literackim.

## Prace skandynawistyczne
Noreen jako pierwszy podjął się opisania języków skandynawskich metodami młodogramatycznymi i wkrótce uznano go za prawdziwy autorytet w tej dziedzinie. Głównym jego dziełem z tego zakresu jest Altnordische Grammatik (cz. 1: staroislandzki i staronorweski, Halle 1884; cz. 2: staroszwedzki, Halle 1897-1904). Po ukazaniu się pierwszej części tej pracy Hermann Paul zaproponował Noreenowi napisanie tomu o językach skandynawskich do wydawanej przez niego serii Grundriss der germanischen Philologie. Noreen propozycję przyjął i rzeczywiście wydał w tej serii tom Geschichte der nordischen Sprachen, besonders in altnordischer Zeit (Strassburg 1889). Książka ta miała potem jeszcze kilka wydań.

## Vårt Språk
Opus magnum Noreena jest dzieło Vårt Språk ('Nasz język'), którego 7 tomów ukazało się w latach 1903–1923. Mimo tak imponującej objętości dzieło to pozostało niedokończone. W 1923 r. ukazał się niemiecki przekład fragmentów tej pracy pod (nieco przesadnym i po części mylącym) tytułem Einführung in die wissenschaftliche Betrachtung der Sprache. Beiträge zur Methode und Terminologie der Grammatik (Halle 1923).